# NGR Neilson-Reid
Die nach ihrem Hersteller als Neilson-Reid bezeichneten Fahrzeuge der Natal Government Railways (NGR) waren kapspurige Tenderlokomotiven  mit der Achsfolge 2'C2'. Es waren verstärkte Weiterentwicklungen einer auf die gleiche Achsfolge umgebauten Lokomotive des Typs K and S.
Zehn Exemplare wurden im Jahr 1904 von Neilson Reid gebaut. Vorgesehen waren die Lokomotiven für den Einsatz auf der Zweigstrecke nach Richmond und auf der von Durban ausgehenden Südküstenstrecke.
Die South African Railways (SAR) übernahmen 1910 alle zehn Lokomotiven als Klasse E mit den Nummern 87 bis 96. Sie wurden bis 1937 ausgemustert; zuletzt waren sie im Rangierdienst in der Kapprovinz verwendet worden. Kein Exemplar ist erhalten geblieben.